# II. Bermudo leóni király
II. (Köszvényes) Bermudo (?, 953 vagy 948 – Villabuena, 999. szeptember 4.), akinek a nevét Vermudo formában is szokták írni, leóni király (984/985 – 999),  III. Ordoño  (926? – 956) leóni királynak (951 – 956) a házasságon kívül született fia , a Kantábriai-házból származott, édesanyja a király kedvese, Aragonta Pelaez volt.

## Élete
Bermudo vezetésével a galíciai nemesség 981-ben felkelt III. Ramiro (961 – 984/985) leóni király (966 – 984/985) uralma ellen. A felkelők 982-ben, Monterroso (más földrajzi megközelítés szerint Portela de Arenas) mellett, legyőzték III. Ramirót, és Bermudót már ebben az évben Santiago de Compostelában királlyá koronázták. III. Ramiro Leónba szorult vissza, de a harc még nem ért véget. Bermudo szövetségre lépett I. García Fernándezzel (938? – 995, más jelölés szerint I. Garcíával), Kasztília Lara-házból származó grófjával (970 – 995) és 984-ben – egyes adatok szerint 985-ben – III. Ramirót megfosztották a tróntól, aki hamarosan meg is halt (984/985).  (Az egyik forrásmunka adatai szerint III. Ramirót megölték /meggyilkolták/.) III. Ramiro törvényes fiát, Ordoñót (? – 1020 körül) az örökségétől megfosztották, Bermudo pedig II. Bermudo néven León királya (984/985 – 999) lett. Azonban az új uralkodó is gyakorlatilag képtelen volt eredményesen védekezni a mórok rendszeresen megújuló, 987/988-tól 997-ig tartó támadásaival szemben, amelyeknek az élén a Córdobai Kalifátus kiváló hadvezére, a spanyolok által Almanzornak nevezett Abu Amir Muhammad Ibn Abdullah Ibn Abi Amir, ismertebb nevén  Al-Hajib Al-Manszúr   (938? – 1002) állt. A mórok feldúlták a királyság névadó székhelyét, León városát is (987), Santiago de Compostelát pedig felégették, e kegyhelyen összerombolva az idősebb Szent Jakab apostol sírja fölé emelt bazilikát (997).
A mórok sikerei miatt II. Bermudónak szembesülnie kellett az uralkodásával elégedetlen leóni nemesség lázongásaival. A leóni nemesek tetszését az sem nyerte meg, hogy a király az első feleségét, Velasquitát eltaszítva (aki állítólag IV. Ordoño leóni király lánya volt), a második házasságát I. García Fernándeznek a leányával, Elvirával (970? – 1017) kötötte meg, és a házasság megkötését a leóni nemesek hirtelen kirobbanó felkelése követte. II. Bermudo csak kényszerű fegyverszünettel tudta megőrizni a belső békét, aminek nagy ára, volt a királyi ház elveszítette a királyságban betöltött integráló szerepét.
II. Bermudo jelentős törvényalkotó volt. A trónon a fia, Alfonz (994 – 1028) követte, V. Alfonz néven (999 – 1028), aki az apja második házasságából származott.